# عملاق نهاية العالم
عملاق نهاية العالم Giant of World's End هي رواية خيالية كتبها لين كارتر. تدور أحداثها على أرض مدمرة في المستقبل البعيد، حيث انجرفت كتل اليابسة في العالم وتشكل قارة عملاقة تسمى غوندوين.
والرواية هي آخر رواية ضمن سلسلة من ست روايات بعنوان "ملحمة كارتر غوندوين". ونشرت لأول مرة بغلاف ورقي من دار نشر بلمونت بوكس Belmont Books في فبراير 1969. وصدرت الطبعة البريطانية الأولى بغلاف ورقي من دار نشر فايف ستار في عام 1972.  وترجمت الرواية إلى اللغة البولندية. 